# Ochodaeus nigricollis
Ochodaeus nigricollis es una especie de coleóptero de la familia Ochodaeidae.

## Distribución geográfica
Habita en Bali (Indonesia).